# Lithium (Missouri)
Lithium ist ein Census-designated place im Perry County im Bundesstaat Missouri der Vereinigten Staaten. Der Ort liegt innerhalb des Saline Township. United States Census Bureau führt Lithium ab 2018 nicht mehr als Village, sondern als CDP. Das damalige Village hatte bei der Volkszählung im Jahr 2010 insgesamt 89 Einwohner, der United States Census 2020 zählte im CDP 92 Einwohner.

## Lage
Lithium liegt im Südosten von Missouri an den Flüssen Falls Branch und Blue Spring Branch, rund 12 Kilometer nördlich von Perryville und 90 Kilometer südöstlich von St. Louis. Der Ort liegt in der Nähe des Mississippi River an der Grenze zu Illinois.

## Geschichte

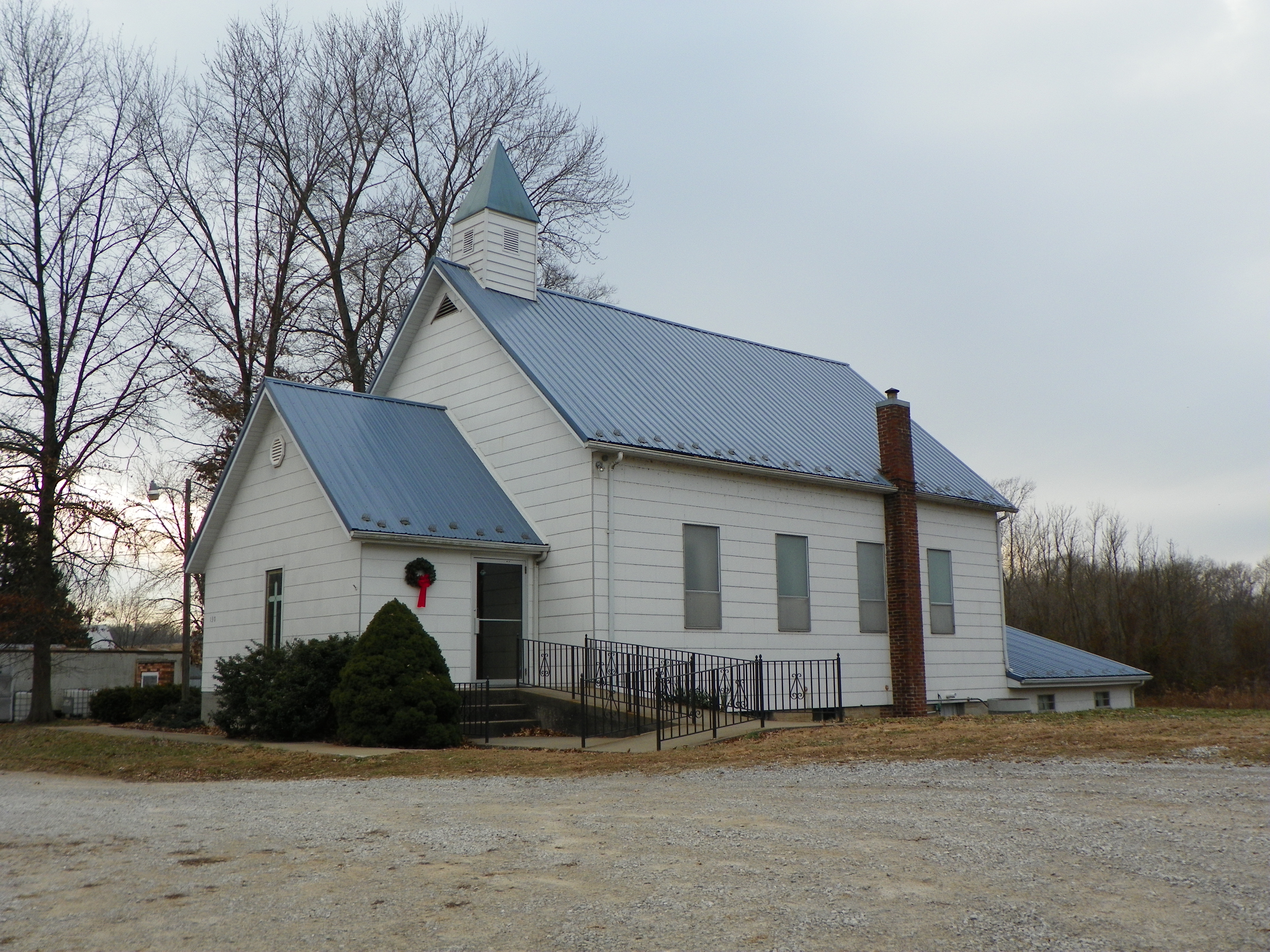
Lithium Baptist Church

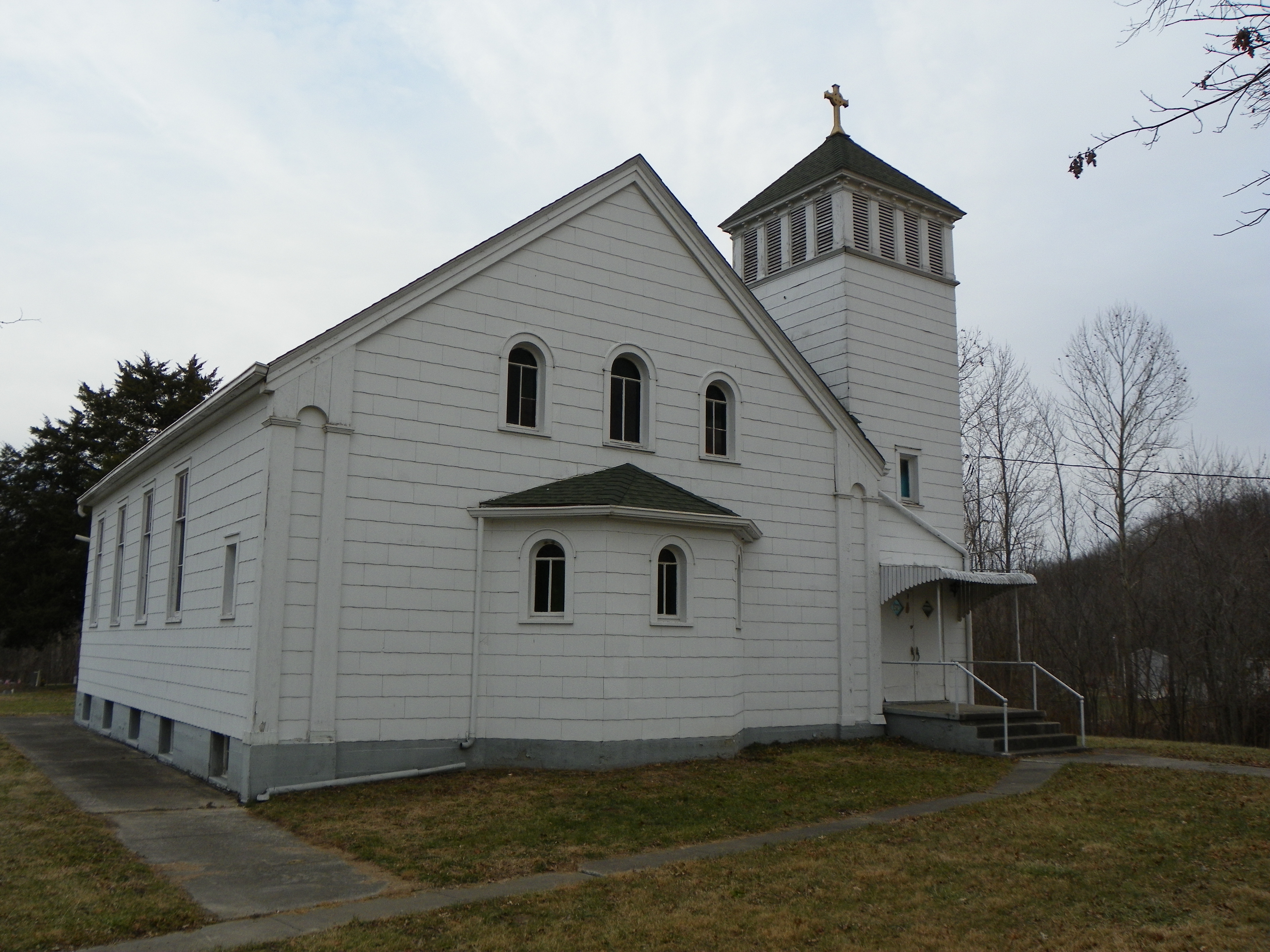
St. John Roman Catholic Church

Das Gebiet, auf dem Lithium liegt, wurde 1882 erstmals besiedelt. Die ersten Bewohner waren Henry Clay Fish, R. P. Dobbs und James B. Christian, die aus Illinois nach Missouri gekommen waren und eine Siedlung am Blue Spring Branch gründeten, nachdem sie dort Lithiumsalze vorfanden. Aufgrund des Lithiumvorkommens erhielt das Dorf seinen Namen. Lithium wurde im darauf folgenden Jahr als Village inkorporiert.
1883 wurde in Lithium ein Badehaus errichtet. Im Jahr 1885 wurde eine baptistische Kirchengemeinde in Lithium eingerichtet und die Lithium Baptist Church errichtet. 1896 erfolgte der Bau der St. John Roman Catholic Church für die katholische Kirchengemeinde des Ortes. Im Jahr 1912 gab es in Lithium zwei Gemischtwarengeschäfte und zwei Mühlen. Heute hat Lithium keine Poststelle mehr.

## Bevölkerung

### Census 2010
Beim United States Census 2010 hatte Lithium 89 Einwohner, die sich auf 28 Haushalte und 22 Familien verteilten. 98,88 % der Einwohner waren Weiße und 1,12 % waren anderer Abstammung. In 64,3 % der Haushalte lebten verheiratete Paare und jeweils 7,1 % der Haushalte wurden von alleinstehenden Frauen beziehungsweise von alleinstehenden Männern bewohnt. In 53,6 % der Haushalte lebten Kinder unter 18 Jahren und in 3,6 % der Haushalte lebten Senioren über 65 Jahre.
Das Medianalter lag in Lithium zum Zeitpunkt der Volkszählung bei 27,5 Jahren. 34,8 % der Bewohner waren zum Zeitpunkt der Volkszählung unter 18 Jahren alt, 9,0 % waren zwischen 18 und 24, 25,7 % zwischen 25 und 44, 20,2 % zwischen 45 und 65 und 10,1 % der Einwohner waren älter als 65 Jahre. 57,3 % der Einwohner waren männlich und 42,7 % weiblich.

### Census 2000
Laut den Angaben des United States Census 2000 war Lithium zu diesem Zeitpunkt unbewohnt. In einem im März 2001 erschienenen Zeitungsartikel der Associated Press meldeten sich schließlich Einwohner von Lithium zu Wort, das Dorf habe zu diesem Zeitpunkt zwischen 50 und 60 Einwohner gehabt. Vermutlich wurden die Bewohner von Lithium der umliegenden, keinem Ort zugerechneten Bevölkerung verrechnet, sodass sich für Lithium, das keine Verwaltung und keine Poststelle mehr besitzt, die Einwohnerzahl 0 ergab.

## Infrastruktur
Lithium liegt etwa sieben Kilometer nördlich des U.S. Highway 61, der das Dorf mit St. Louis und Perryville verbindet. Jeweils 17 Kilometer westnordwestlich und südlich von Lithium bestehen Anschlüsse an den Interstate-Highway 55. Nördlich des Dorfes befindet sich der Perryville Regional Airport.